# الرملة (دار الشاوي)
الرملة هي إحدى مشيخات المملكة المغربية، تتبع جغرافيا لعمالة طنجة أصيلة وإداريًا لدار الشاوي. يقدر عدد سكانها بـ 3071 نسمة حسب الإحصاء الرسمي للسكان والسكنى لسنة 2004.